# Hans-Bernd Schäfer
Hans-Bernd Schäfer (* 25. Mai 1943 in Münster) ist ein deutscher Ökonom, der sich insbesondere mit der ökonomischen Analyse des Rechts beschäftigt und diesen Bereich in der Bundesrepublik Deutschland geprägt hat.
Hans-Bernd Schäfer wurde 1943 als Sohn von Elisabeth Schäfer und ihrem Mann, dem Schneidermeister Bernhard Schäfer, in Münster geboren. Nach dem Studium der Volkswirtschaft an der Universität Köln, dem Abschluss als Diplom-Volkswirt und Diplom-Kaufmann wurde er 1970 zum Dr. rer. pol. promoviert. Von 1971 bis 1975 war er Wissenschaftlicher Assistent an der Universität Bochum. 1979 wurde er Professor für Volkswirtschaftslehre an der Universität Hamburg im Fachbereich Rechtswissenschaften II und Direktor des dortigen Instituts für Recht und Ökonomik. Er wurde im Jahr 2008 emeritiert. Des Weiteren war er von 2004 bis 2007 Präsident der European Association of Law & Economics und von 2004 bis 2008 Direktor des European Master Programme in Law & Economics. An der Bucerius Law School hat er eine Affiliate Professur inne.
2012 erhielt er eine Ehrenprofessur der rechtswissenschaftlichen Fakultät der Universität St. Martin de Porres in Lima.
Unter Schäfers zahlreichen Veröffentlichungen ist vor allem das Lehrbuch zur ökonomischen Analyse des Zivilrechts hervorzuheben, das er zusammen mit Claus Ott verfasst hat. Das gemeinsam mit Robert D. Cooter im Bereich der Entwicklungsökonomie veröffentlichte Buch Solomon’s Knot. How Law Can End the Poverty of Nations, ist eine seiner weiteren wichtigen Veröffentlichungen. Schäfer war Mitherausgeber des International Review of Law and Economics.
Hans-Bernd Schäfer heiratete 1968 und hat zwei Töchter (Ilona und Anna).

## Veröffentlichungen (Auswahl)
- Gefährdete Weltfinanzen. 1980.
- Landwirtschaftliche Akkumulationslasten und industrielle Entwicklung. 1983.
- mit Claus Ott: Lehrbuch der ökonomischen Analyse des Zivilrechts.  Springer, Berlin usw. 1986, ISBN 978-3-540-16840-9; 6., überarbeitete Auflage ebenda 2020, ISBN 978-3-662-46256-0.
- mit Robert D. Cooler: Solomon’s Knot. How Law Can End the Poverty of Nations (= The Kauffman Foundation Series on Innovation and Entrepreneurship. Band 9). Princeton University Press, 2012, ISBN 978-0-691-14792-5.
- Lebenswege: Bildungsreise mit kundigen Reiseleitern. In: Zeitschrift für Europäisches Privatrecht 2023, S. 113–153.